# السعيدية الرياضية
السعيدية الرياضية (بالفرنسية: Saydia Sports)‏، هو نادي كرة طائرة تونسي في مدينة سيدي بوسعيد من ولاية تونس والذي يتنافس ضمن القسم الوطني الأول من البطولة التونسية للكرة الطائرة للرجال إضافة إلى تمثيل تونس في المنافسات القارية والدولية.

## سجل ألقاب النادي للكرة الطائرة
- البطولة التونسية  (1) : 2010.

- كأس تونس  (1) : 2003.

♦ الدور النهائي  (3) : 1970، 1990، 1995.
- كأس السوبر التونسي  (1) : 2003.

الألقاب الخارجية
- كأس أفريقيا للأندية  (2) : 2003، 2004.

## وصلات خارجية
- صفحة السعيدية الرياضية على موقع كوووة.
- الموقع الرسمي للجامعة التونسية للكرة الطائرة.